# Muchachitas
Muchachitas es una telenovela juvenil mexicana producida por Emilio Larrosa para Televisa en 1991.
Protagonizada por Tiaré Scanda, Emma Laura, Kate del Castillo y Cecilia Tijerina, como protagonistas femeninas junto a Alejandro Camacho, Sergio Sendel, y los primeros actores Antonio Medellín, Carlos Cardán y Sergio Klainer,  con las participaciones antagónicas de Pilar Pellicer, Kenia Gascón y Karen Sentíes y con las actuaciones estelares de Laura León, Jorge Lavat, María Rojo,  July Furlong quién fue reemplazada por Tina Romero, Ari Telch e Itatí Cantoral.

## Argumento
Cuatro chicas de diferentes clases sociales quieren entrar a un sitio llamado Academia de Arte TAES "Taller de Artes Escénicas", ellas son Mónica, Elena, Isabel y Leticia, en su búsqueda de ser famosas también llegará a ellas el amor, pero no todo es perfecto cuando Federico Cantú las hará pasar por muchos problemas que ellas lograrán superar.
Federico Cantú es el sobrino de Guillermo Sánchez-Zúñiga y primo de Mónica, cuenta con la confianza de su tío, sin embargo su ambición aunada a la de su madre Martha lo guían a preparar un plan para acabar con su tío y quedarse con su fortuna. 
Federico conoce a las muchachitas a través de Mónica, y Leticia quien está dispuesta a seducirlo por interés, aunque su verdadero amor es Joaquín Barbosa un profesor de la Academia a la que desea ingresar Leticia.

## Elenco
- Tiaré Scanda - Elena Olivares Pérez
- Emma Laura - Isabel Flores Escalona
- Kate del Castillo - Leticia Bustamante Ortega
- Cecilia Tijerina - Mónica Sánchez-Zúñiga Pontevedra
- Alejandro Camacho - Federico Cantú Sánchez-Zúñiga
- Laura León - Esther Pérez de Olivares
- Jorge Lavat - Guillermo Sánchez-Zúñiga
- María Rojo - Esperanza Ortega de Bustamante
- Antonio Medellín - Alfredo Flores
- Pilar Pellicer - Martha Sánchez-Zúñiga vda. de Cantú
- July Furlong - Verónica Pontevedra de Sánchez-Zúñiga (#1)
- Tina Romero - Verónica Pontevedra de Sánchez-Zúñiga (#2)
- Carlos Cardán - José Roberto "Pepe" Olivares
- Gabriela Araujo - Profesora Carmen Márquez
- Armando Pascual - Francisco "Pancho" Bustamante
- Diego Schoening - Rodrigo Suárez
- Ari Telch - Joaquín Barbosa
- Roberto Palazuelos - Roger Guzmán
- José Flores - Rolando Bermúdez "Fasolasi"
- Raúl Alberto - Raúl Rivas Gutiérrez
- Sergio Sendel - Pedro Ortigoza Domínguez
- Kenia Gascón - Margarita Villaseñor
- Karen Sentíes - Renata Schoenfelder
- Arturo Allegro - Héctor Suárez
- Carlos Rotzinger - Luis Villaseñor
- Mario Sauret - Julio Linares
- Edith Kleiman - Angélica Benítez
- Ana María Aguirre - Constanza de Villaseñor
- Sergio Klainer - Alberto Barbosa
- Carlos Miguel - Óscar Luna
- Ricardo Barona - Abel Gutiérrez Bermúdez
- Lorena Herrera - Claudia Villaseñor
- Lorena Tassinari - Lucrecia Pons
- Tere Salinas - Paola Burgos
- Itatí Cantoral - Lucía Aguilera / Lucía Fortunatti
- Yolanda Ventura - Gloria López
- Charlie Massó - Mauricio Rubio / Mauricio Durán
- Héctor Soberón - Víctor
- José Luis Rojas "Cachito" - Lic. Mercado
- Josefo Rodríguez - Tolomeo Sarmiento
- Rocío Sobrado - Andrea Román de Ortigoza
- Marigel - Noemí
- Miguel Garza - Sergio
- Luis Cárdenas - Bernardo Trueba
- Karina Castañeda - Silvia Bustamante Ortega
- Anahí - Beatriz "Betty" Ortigoza Román
- Gloria Izaguirre - Laura
- Sergio Contreras - Horacio
- María Prado - Rosa Gutiérrez Contreras vda. de Rivas
- Mercedes Pascual - Bertha vda. de Ortega
- Sylvia Suárez - Karla Palacios
- Fernando Pinkus - Comandante Acevedo
- Paola Santoni - Ana
- Georgina Pedret - Georgina "Gina"
- Laura Forastieri - Inés de Rondero
- Diego Cárdenas - Alejandro Rondero
- Amparo Garrido - Aurora vda. de Bermúdez
- Alejandro Villeli - Don Lauro
- Manolita Saval - Enriqueta vda. de Burgos
- Dolores Salomón - Concha "Conchita" [2]
- Baltazar Oviedo - Ángel Peña Cervantes "El Cervantino" / Ángel Campos Tovar
- María Dolores Oliva - Doña Angustías
- Carlos Durán - Comandante Pablo Rubio
- Gustavo Aguilar Tejeda - "El Buitre"
- Serrana - Francesca
- Claudia Elisa Aguilar - Gudelia
- Jaime Puga - Alexandro
- Dinorah Cavazos - Lucero
- Fernando Manzano - "El Turbo"
- Rolando de Castro - "Leonardo"
- Irina Areu - Directora del internado de Betty
- Consuelo Duval - Hermana de Joaquín
- Maritza Olivares - Ximena
- Ramón Valdez Urtiz - Federico Cantú Sanchez-Zúñiga (niño)
- Manuel Fernandez - Óscar Luna (niño)
- El Púas - Gus

Invitados
- Eduardo Palomo - Él mismo
- Natalia Ramírez - Ella misma
- Sofía Vergara - Ella misma
- José Ángel García - Él mismo
- Juan Calderón - Él mismo
- Edith Serrano - Ella misma
- Luis Miguel - Él mismo
- José Pablo Minor - Bebé [3]

## Equipo de producción
- Idea original: Emilio Larrosa
- Libreto: Verónica Suárez, Alejandro Pohlenz
- Edición literaria: Frida Karla Romero
- Tema musical: Muchachitas
- Letra, música e intérprete: Lorena Tassinari
- Arreglos musicales: Luigi Lazareno
- Música original: Lorena Tassinari
- Escenografía: Javier Terrazas
- Ambientación: Norma Brena, Rosalba Santoyo
- Diseño de vestuario: Lorena Pérez, Verónica Nava, Deborah Liu
- Musicalización: José de Jesús Ramírez
- Editor: Alfredo Sánchez
- Equipo de producción: Alberto Cervantes, Fernanda Gutiérrez, Ramón Larrosa, Lourdes Salgado
- Coordinadora en locación: Nadia Romo
- Gerente de producción: Isabel Avendaño
- Jefe de producción: Arturo Pedraza Loera
- Director adjunto: José Ángel García
- Director de cámaras: Antonio Acevedo
- Director de escena: Alfredo Gurrola
- Productor: Emilio Larrosa

## Versiones
- Emilio Larrosa hizo una nueva versión en 2007 llamada Muchachitas como tú protagonizada por Ariadne Díaz, Begoña Narváez, Gabriela Carrillo y Gloria Sierra. Sin embargo, la telenovela tuvo varios cambios en la trama y se añadieron situaciones nuevas con el avance de la historia. Los actores Laura León, Ricardo Barona y Carlos Miguel participaron en la versión también, pero con otros personajes.

## DVD
- Fue lanzada en 2010 en formato DVD apenas en México. Se compone de 4 discos y contiene un resumen de la telenovela con duración de más de 14 horas.

## Premios y nominaciones

### Premios TVyNovelas 1992
| Categoría                 | Nominado(a)       | Resultado |
| ------------------------- | ----------------- | --------- |
| Mejor villano             | Alejandro Camacho | Nominado  |
| Mejor actriz coestelar    | Laura León        | Ganadora  |
| Mejor actor coestelar     | Ari Telch         | Nominado  |
| Mejor revelación femenina | Tiaré Scanda      | Ganadora  |

### Premios Eres 1992
| Categoría                | Nominado(a)                      | Resultado |
| ------------------------ | -------------------------------- | --------- |
| Mejor telenovela         | Emilio Larrosa                   | Ganador   |
| Mejor actriz coestelar   | Laura León                       | Nominada  |
| Mejor actor coestelar    | Ari Telch                        | Ganador   |
| Mejor director de escena | Alfredo Gurrola                  | Ganador   |
| Mejor tema musical       | Muchachitas por Lorena Tassinari | Ganadora  |